# Raclette

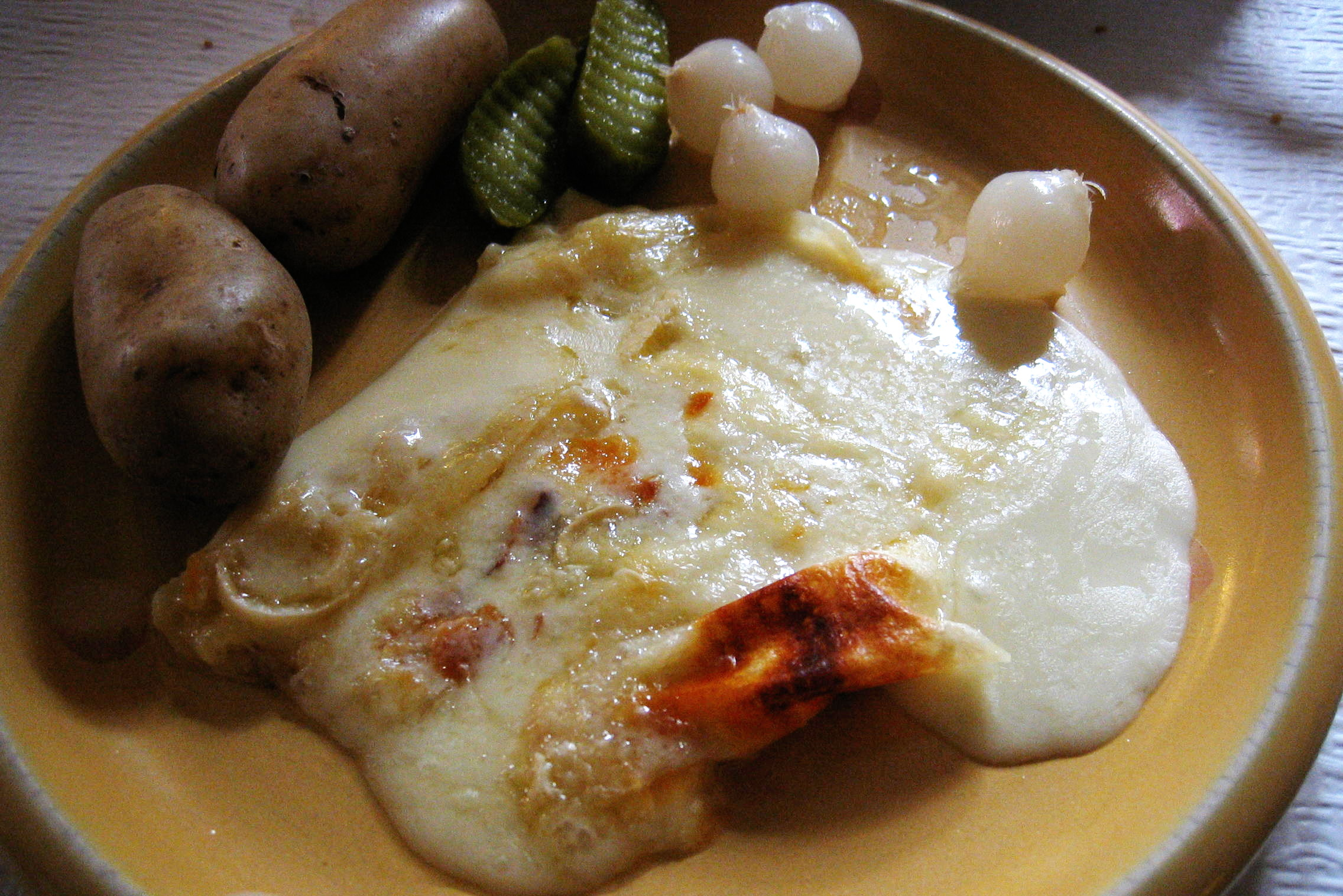

Raclette – potrawa pasterzy alpejskich, przyrządzana z podgrzewanego nad żarem sera. Topniejący od gorąca wygaszonego ogniska ser zeskrobywany jest na talerz i konsumowany z ziemniakami pieczonymi w mundurkach i z pokrajaną cebulą.
Pierwotnie raclette była przyrządzana przez szwajcarskich pasterzy na gorących kamieniach ułożonych wokół paleniska, obecnie na małych patelniach.
Wywodząca się z kulinarnych tradycji kantonu Valais raclette spożywana jest grupowo (podobnie jak fondue), przy czym panuje dowolność co do urozmaicania tej potrawy według własnego gustu biesiadników. Charakter i nastrój tej konsumpcji stwarza okazję do ożywionych towarzyskich spotkań i jest u Szwajcarów świadectwem podtrzymywania dawnych tradycji społecznych.
W szerszym znaczeniu określenie raclette odnosi się do:
- rodzaju produkowanego w Szwajcarii sera;
- sposobu przyrządzenia sera wraz z innymi składnikami;
- urządzenia elektrycznego służącego do przyrządzania raclette, zwykle połączonego z domowym grillem.

## Wartości odżywcze
| Wartości odżywcze Raclette w 100 g |          |
| Energia                            | 244 kcal |
| Białko                             | 17,19 g  |
| Węglowodany                        | 2,69 g   |
| Błonnik pokarmowy                  | 0,37 g   |
| Tłuszcz                            | 18,35 g  |
| Sód                                | 548 mg   |
| Potas                              | 170 mg   |
| Wapń                               | 469 mg   |
| Fosfor                             | 380 mg   |
| Magnez                             | 23 mg    |
| Żelazo                             | 0,28 mg  |
| Cynk                               | 2,70 mg  |
| Miedź                              | 0,08 mg  |